# Маканов, Дюсембай
Дюсемба́й Мака́нов (1909 год, село Егинди — 23 февраля 2008, Алма-Ата) — директор Казалинского овцесовхоза Кзыл-Ординской области, Казахская ССР. Герой Социалистического Труда (1958). Депутат Верховного Совета Казахской ССР.

## Биография
Родился в 1909 году в селе Егинди (ныне — Целиноградский район Акмолинской области).
С 1936 по 1942 год — председатель овцеводческого колхоза «Октябрь» Алма-Атинской области.
В 1942 году был призван на фронт. После демобилизации в 1945 году возвратился в Казахстан, где продолжил работать председателем колхоза «Октябрь», который в 1946 году был преобразован в совхоз «Октябрьский». Был его директором.
В 1948 году направлен в Кзыл-Ординскую область в Казалинский овцесовхоз на должность директора. Руководил этим предприятием в течение последующих 13 лет. Вывел совхоз в число передовых овцеводческих хозяйств Кзыл-Ординской области. Указом Президиума Верховного Совета СССР от 29 марта 1958 года удостоен звания Героя Социалистического Труда с вручением ордена Ленина и золотой медали «Серп и Молот».
Избирался депутатом Верховного Совета Казахской ССР.
В 1961 году был назначен директором овцеводческого совхоза «Сарыкбулакский» Алма-Атинской области.
Скончался 23 февраля 2008 года в Алма-Ате.